# Jay Graber
Lantian "Jay " Graber (Tulsa, Oklahoma; 1991) es una ingeniera de software estadounidense que se ha desempeñado como directora ejecutiva de Bluesky, una plataforma social de microblogging creada en 2019 por Jack Dorsey, fundador de Twitter, desde 2021.

## Biografía

### Primeros años
Lantian Graber nació en 1991 en Tulsa, Oklahoma, hija de una madre china que trabaja como acupunturista y un padre suizo que enseña matemáticas. Su madre, que creció en China durante la Revolución Cultural y emigró en los años 1980, la llamó "Lantian" (que significa "cielo azul" en chino mandarín) como un deseo para ella de que tuviera "libertad ilimitada". Se matriculó en la Universidad de Pensilvania en 2009 y posteriormente se graduó con una licenciatura en Ciencia, Tecnología y Sociedad. Durante su último año allí, ganó una beca para cofundar un programa de banco de tiempo para estudiantes.

### Carrera
En 2015, Graber comenzó a trabajar como ingeniera de software para SkuChain en Mountain View, California. Luego trabajó en una fábrica en Moses Lake, Washington, donde soldaba equipos de minería de bitcoins. En 2016, comenzó a trabajar como desarrolladora junior para la criptomoneda Zcash. En 2019, fundó el sitio web de planificación de eventos Happening, Inc.

#### Directora ejecutiva de Bluesky
En agosto de 2021, Graber se convirtió en la primera directora ejecutiva de Bluesky, una plataforma social de microblogging y una empresa de beneficio público. El sitio Bluesky había sido concebido como una nueva iniciativa por los propietarios originales de Twitter en 2019, pero evolucionó hasta convertirse en el principal rival de Twitter tras la adquisición de Twitter en 2022 por Elon Musk. Se estima su patrimonio neto en 5 millones de dólares.